# Băița mine
La mine Băița est une grande mine à ciel ouvert dans le nord-ouest de la Roumanie dans le comté de Bihor, 123 kilomètres au sud-est d'Oradea et 737 kilomètres au nord-ouest de la capitale (Bucarest). Băița représente la plus grande réserve d'uranium de Roumanie avec des réserves estimées à 90 millions de tonnes de minerai titrant 0,5% d'uranium métal.
La réserve d'uranium de la mine Băița représente le plus grand gisement d'uranium de surface au monde.

## Histoire
Sovromcuarț était une SovRom (une coentreprise soviéto-roumaine établie sur le territoire roumain pendant l'occupation soviétique de la Roumanie) qui a commencé ses opérations en 1950 à la mine de Băița, sous un nom censé cacher le véritable objet de son activité,. Son effectif initial était de 15 000 prisonniers politiques ; après que la plupart d'entre eux soient morts d'un empoisonnement aux radiations, ils ont été remplacés par des villageois locaux, qui ignoraient totalement qu'ils travaillaient avec des matières radioactives.

## Sources et références
1. 1 2  « ZIUA. », sur web.archive.org, 12 octobre 2007 (consulté le 10 août 2022)
2. ↑  (ro) Uraniu românesc pentru "marele frate", Dosarele Istoriei, 2005, p. 28-29
3. ↑  (ro) Adrian Cioroianu, Pe umerii lui Marx. O introducere în istoria comunismului românesc, Bucarest, Editura Curtea Veche, 2005 (ISBN 973-669-175-6), p. 70
4. ↑  (en) Sergei Khrushchev, Memoirs of Nikita Khrushchev, Pennsylvania State University, 2001 (ISBN 978-0-271-02332-8), p. 720